# Медаль Портера
Меда́ль По́ртера (англ. The Porter Medal) — міжнародна нагорода у галузі фотохімії, заснована 1988 року. Присуджується Європейською асоціацією фотохімії, Міжамериканським товариством фотохімії та Асоціацією фотохімії Азії і Океанії.
Нагороду названо на честь англійського лауреата Нобелівської премії з хімії Джорджа Портера (1920—2002), який став першим її лауреатом. Вручається відзнака один раз на два роки вченим, які найбільше сприяють розвитку фотохімії.

## Нагороджені медаллю Портера
- 1988: Джордж Портер (Велика Британія)
- 1990: Каша Михайло (США)
- 1992: Кінічі Хонда (Японія)
- 1994: Ніколас Турро (США)
- 1995: "Тіто" Скаяно (Канада)[1]
- 1996: Нобору Матага (Японія)
- 1998: Франс де Шрайвер (Бельгія)
- 2000: Вінченцо Бальцані (Італія)
- 2002: Джозеф Мічл (США)
- 2004: Грехем Флемінг (США)
- 2006: Говард Ціммерман (США) та Хіроші Масухара (Японія) (дві медалі)
- 2008: Майкл Васєлевскі (США)
- 2010: Девід Філіпс (Велика Британія)
- 2012: Томас Меєр (США)
- 2014: Масахіро Іріе (Японія)